# Блэквелл, Ричард
Ричард Блэквелл (известен в том числе как мистер Блэквелл; 29 августа 1922 — 19 октября 2008) — американский модельер, модный критик, журналист, теле- и радиоведущий, художник, в детском возрасте — актёр. Он был создателем «Списка десяти худших одетых женщин», представляемого им в январе каждого года. Он публиковал список «Сказочных Модных Независимых» и ежегодный обзор моды премии «Оскар». Его давний компаньон, бывший парикмахер из Беверли-Хиллз, Роберт Л. Спенсер, ведал его делами. Он написал две книги, «Мистер Блэквелл: 30 лет модного фиаско» и автобиографию «От тряпок до сук».

## Ранние годы
Имя Блэквелла при рождении - Ричард Сильван Зельцер. Родился он в районе Бенсонхерст, в Бруклине , в семье Генри Зельцера, печатник рабочего класса и Евы Зельцер, которые были американскими детьми еврейских иммигрантов из Российской империи. Он утверждал, что отчимом жестоко избивал его, поэтому ему приходилось часто спать в переулке под пожарной лестницей, с разбитой бутылкой для защиты, чтобы избежать дальнейшее насилие. Он рассказывал Говарду Стерну, что, будучи 7-летним мальчиком, ему часто приходилось просить милостыню на улице, чтобы он мог купить что-нибудь поесть. Его мать часто отсутствовала или была пьяна. Прохожие издевались над ним, поэтому он был напуган, голоден и делал все возможное, чтобы остаться в живых. В школе он дошел, лишь, до третьего класса.
Когда ему было 11 лет, он был изнасилован взрослым в лагере для мальчиков.

## Карьера

### Актерское мастерство
Блэквелл начал играть в театре в подростковом возрасте, появившись в оригинальной бродвейской постановке 1935 года, "Тупик Сидни Кингсли". Переехав на западное побережье (где он учился с Джуди Гарленд и Микки Руни), он взял профессиональное имя, «Дик Эллис», и сыграл небольшие роли в фильмах. Между актерскими ролями, он работал посыльным в продюсерской компании Warner Bros. в Бербанке, Калифорния. Затем Говард Хьюз предложил подписать ему  контракт с  американской кинокомпанией RKO и изменил его имя на Ричарда Блэквелла. Он вернулся на Бродвей в 1944 году для постановки «Екатерина была великой», в главной роли с Мэй Уэст, но оставил актреское мастерство, чтоб стать голливудским агентом. Он обнаружил свой талант к дизайну одежды, во время создания сценических костюмов для своих клиентов.

### Модельер
Имя модельера «Мистер Блэквелл» появилось в конце 1950-х годов, когда он запустил свою линию одежды. Как и Валентино, Версаче и позже, Ричард Тайлер, он и его линия стали синонимами. Он был важным дизайнером, и в 1960-х годах он стал первым в истории, кто представил свою линию в телевизионном эфире и первым сделал линию одежды, доступную для женщин больших размеров. Его дизайнерские платья продавались по цене от 800 до 1000 долларов и пользовались огромным спросом. В течение почти двух десятилетий существования «Дома Блэквелла», он был дизайнером Ивонн Де Карло, Джейн Мэнсфилд, Дороти Ламур, Джейн Рассел и первой леди Калифорнии, Нэнси Рейган. В разгар своей известности, он открыто заявил о своем презрении к журналу Women Wear Daily и его издателю, Джону Фэйрчайлду . В 80-е, появляющаяся тенденция к повседневной одежде, положила конец модному дому Блэквелла.

### Модный критик
В первые годы работы дизайнером, его попросили написать для американского еженедельника, American Weekly, статью о "10 лучших и худших одетых" людей . Хотя, он, больше всего, был известен благодаря своему списку «Худшие одетые люди», он продолжил успешную карьеру в качестве модного журналиста. Он писал статьи в различных газетах и журналах. В его списке «Сказочные Модные Независимые» часто фигурировали знаменитости, которые в предыдущие годы были включены в его список «Десять худших одетых».

### Список 10 худших нарядов
Первый список «Десяти наихудшим образом одетых женщин» был представлен в 1960 году, чтобы смягчить успех СМИ, но по мере того, как Дом Блэквелла стал более успешным, список взлетел. К третьему году, все телевизионные компании и радиосети и, практически, все новостные службы по всему миру стали освещать его. Через сорок семь лет после первого выпуска списка, Блэквелл, ежегодно, в течение недели после публикации списка, давал интервью модным журналам по телефону, радиопрограммам и новостным сетям.

### Телевидение и радио
Мистер Блэквелл был первопроходцем в телевизионной моде, и на протяжении всей своей карьеры дизайнера и критика, был одним из ведущих медиумов. Он играл самого себя в эпизоде дневного мыла ABC, Порт Чарльз. С 1972 по 1974 год он вел ежедневное Лос-Анджелеское радио ток- шоу на радиостанции KABC,  затем перешел на радиостанцию KRLA в 1975-1981 годах.
В 1968 году он начал своё собственное двухчасовое шоу по цветному телевидению KCOP, которое называлось Мистер Блэквелл, совместно с Анной Марией Альбергетти, Ником Адамсом и Роуз Мари. Это была первая в истории телепередача, в которой дизайнер представлял свою линию на телевидении. Он продолжал быть выдающимся специалистом в этой области.
Он часто участвовал в сегментах критики аудитории на дневных ток-шоу и эстрадных шоу. Он, неоднократно, появлялся на «Шоу Майка Дугласа» и на «Вечернем шоу» с Джонни Карсоном, в качестве гостя в первой передаче, после того, как Карсон перенес шоу из Нью-Йорка в Бербанк. В выпуске 2 мая 1972 года, также, участвовали Роб Райнер, Джордж Карлин и Джонни Матис. Он принимал участие в четырех дополнительных «Вечерних шоу» в период с августа 1970 года по январь 1973 года и был включён в серию DVD-дисков «Лучшее из сегодняшнего шоу».